# Mile Dimov
Mile Dimov (makedonska: Миле Димов), född 7 juni 1973, är en makedonsk före detta fotbollsspelare som spelade som försvarare. Under sin karriär har han representerat bland annat FK Pelister och FK Shkëndija i makedonska Prva Liga.